# Amblystegium squarrosulum
Amblystegium squarrosulum là một loài rêu trong họ Amblystegiaceae. Loài này được Besch. mô tả khoa học đầu tiên năm 1913.